# Aad Kosto
Arie (Aad) Kosto (Oegstgeest, 9 januari 1938) is een Nederlands voormalig politicus van de Partij van de Arbeid. Hij was staatssecretaris, korte tijd minister van justitie in het kabinet-Lubbers III en veertien jaar lid van de Raad van State.

## Carrière
Na zijn eindexamen aan het Stedelijk Gymnasium Leiden studeerde Kosto eerst theologie en daarna rechten. Na een tijd bij de VARA, waarbij hij onder meer meewerkte aan het satirische tv-programma Zo is het toevallig ook nog eens een keer, werd hij in 1972 Tweede Kamerlid voor de PvdA. Hij was woordvoerder voor cultuur, justitie en mediazaken. Hij deed vooral van zich spreken in het debat over de zaak-Menten in 1977, toen hij CDA-minister Dries van Agt hard aanviel, maar uiteindelijk niet wegstuurde om het kabinet-Den Uyl niet in moeilijkheden te brengen. Kosto maakte zich sterk voor de erkenning van de DDR en was hij lid van de Vereniging Nederland-DDR.
Als staatssecretaris was Kosto belast met onder meer asielzaken. Op 13 november 1991 werd zijn huis in Grootschermer door een bom grotendeels verwoest. Deze aanslag, toegeschreven aan actiegroep RaRa, richtte zich tegen het asielbeleid van de staatssecretaris. Kosto was op het moment van de aanslag niet in huis.
Toen het kabinet al demissionair was, werd Kosto op 27 mei 1994 minister van Justitie als opvolger van Ernst Hirsch Ballin, die wegens de IRT-affaire moest aftreden. Kosto kreeg toen te maken met het opnieuw oplaaien van een oude affaire rond procureur-generaal Rolph Gonsalves, maar zag geen reden maatregelen te nemen.
Kort na zijn aftreden werd Kosto lid van de Raad van State. Per 1 februari 2008 verliet hij de Raad wegens het bereiken van de leeftijdsgrens van 70 jaar. Hij is sindsdien voorzitter van de Stichting Auteursbelangen.

## Privéleven
Kosto was gehuwd met Anneke Reuvekamp, oud-wethouder van Schermer en oud-docente klassieke talen aan het Murmelliusgymnasium in Alkmaar, die in 2005 overleed. Kosto hertrouwde op 29 februari 2008 met Margot Prins, weduwe van Leo Fretz.
- Digitale Bibliotheek voor de Nederlandse Letteren: kost038
- International Standard Name Identifier: 0000 0003 9381 7644
- Nederlandse Thesaurus van Auteursnamen: 073659886
- Parlement.com: vg09lleznkxo
- Virtual International Authority File: 288199131
- WorldCat: E39PBJgd78VTKYmvjF4yB6TWDq